# Pronoto-propleural muscle
Pronoto-propleural muscle, mięsień t1-pl1 – mięsień tułowia  owadów.
Mięsień stwierdzony u błonkówek. Wchodzi w skład grupy funkcyjnej "mięśni propleuralnych" (ang. propleural muscle). Bierze swój początek na środkowej części przedplecza i zaczepia się na tylno-grzbietowej krawędzi propleuronu.
Mięsień ten stanowi pronotalny protraktor pleuronu przedtułowia. Miejsce z którego wychodzi znajduje się z przodu od miejsca początkowego mięśnia pronoto-laterocervical muscle. Ciągnie się on bocznie w stosunku do pronoto-postoccipital muscle i środkowo do pronoto-laterocervical muscle. Na propleuronie kończy się wsuwając w grzbietowe wycięcie w jego krawędzi.